# Grauwzustersklooster (Diest)

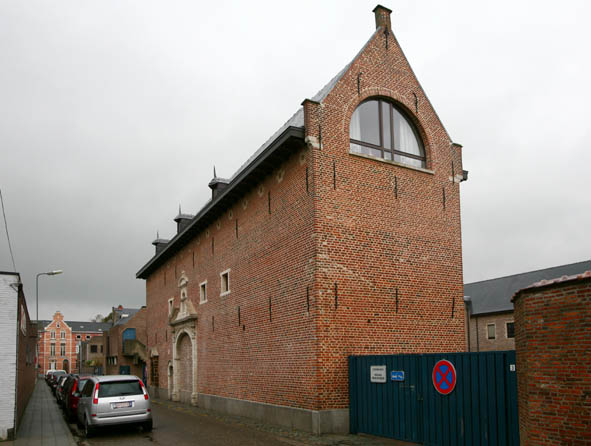
Grauwzustersklooster

Het Grauwzustersklooster is een voormalig klooster in de Vlaams-Brabantse stad Diest, gelegen aan de Grauwzustersstraat 22.

## Geschiedenis
De Grauwzusters begonnen, na een pestepidemie, in 1348 met hun werk van ziekenverzorging. Ze hadden aanvankelijk een woonhuis, vlak bij het huidige klooster, tot hun beschikking. In 1439 en 1527 kregen ze, door erfenis, nog twee huizen. Vanwege hun gevaarlijke werk met door pest getroffen zieken overleden vele zusters. In 1553 verkregen ze het omliggend terrein en traden een 13-tal begijnen toe tot de congregatie. In 1555 werd er ook een kapel betrokken. Het klooster werd Sint-Annendael genoemd.
Omstreeks 1796 werden de zusters verdreven maar in 1807 keerden zij terug, nadat ze de kloostergebouwen hadden teruggekocht. Er werden niet enkel psychiatrische patiënten verzorgd, maar er waren ook andere ziekenhuisfuncties. Pas in 1965 ging men zich uitsluitend op de psychiatrie concentreren. Omdat het aantal intredingen in het klooster snel terugliep werden de congregaties van Diest en Hasselt samengevoegd.
In 1974 kwam het beheer van het psychiatrisch ziekenhuis in handen van de stichting vzw Sint-Annendael. Er kwamen in toenemende mate ook leken bij het personeel. In 1979 werden niet enkel vrouwelijke, maar ook mannelijke, patiënten opgenomen. Vanaf 1999 was de stichting ook actief in de ouderenzorg.

## Gebouw
Uiteraard werd het complex sterk verbouwd in de 19e eeuw, terwijl er ook in de 20e eeuw tal van nieuwe gebouwen werden opgericht op het terrein.
Van de oudere gebouwen rest nog een barokportaal van 1660. Ook is er een kapel uit 1617 die echter van binnen volledig is aangepast in de 19e eeuw. In de kapel is nog 18e-eeuws kerkmeubilair en zijn enkele schilderijen uit dezelfde tijd te zien. Ook de kloostergebouwen bezitten, ondanks ingrijpende verbouwingen, nog enkele fragmenten uit 1647 en 1662.